# 3766 Junepatterson
3766 Junepatterson è un asteroide della fascia principale. Scoperto nel 1983, presenta un'orbita caratterizzata da un semiasse maggiore pari a 3,2320960 UA e da un'eccentricità di 0,1118079, inclinata di 1,47042° rispetto all'eclittica.
L'asteroide è dedicato all'astronoma dilettante June Patterson.